# Купеляція

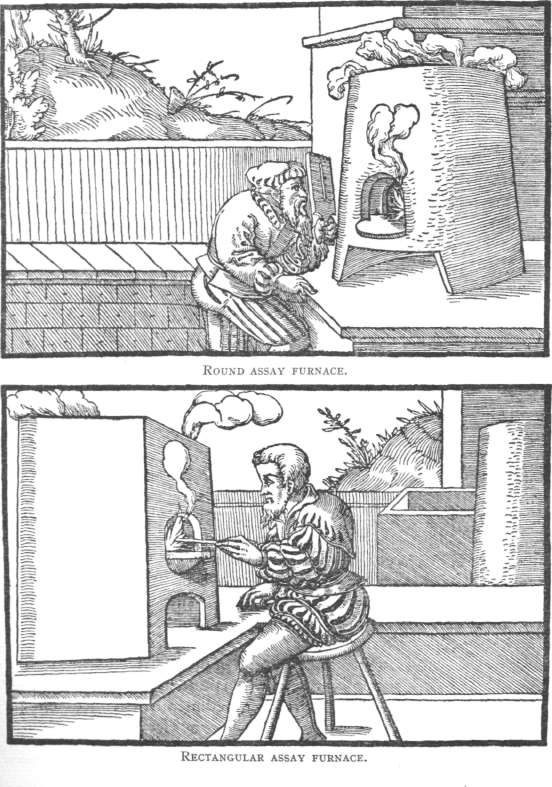
Купеляція у 16 столітті. За Георгом Агріколою.

Купеля́ція (рос. купеляция, нім. Kupellation f) (від фр. coupelle) — процес відокремлення благородних металів від свинцю шляхом окиснювального плавлення. Використовується в кольоровій металургії, пробірному аналізі. 
Купеляція здійснюється у купеляційній печі.
Власне дія — купелювання.